# Мальцевка (Щигровский район)
Мальцевка — деревня в Щигровском районе Курской области России. Входит в состав Вишнёвского сельсовета.

## География
Деревня находится в северо-восточной части Курской области, в пределах юго-западной части Среднерусской возвышенности, в лесостепной зоне, на правом берегу реки Полевая Плота, к югу от автодороги 38К-016, на расстоянии примерно 5 километров (по прямой) к юго-востоку от города Щигры, административного центра района. Абсолютная высота — 199 метров над уровнем моря.
Климат
Климат характеризуется как умеренно континентальный, с тёплым летом и умеренно холодной зимой. Среднегодовая температура — 4,7 — 5,7 °C. Средняя температура воздуха самого тёплого месяца (июля) — 19 — 24 °C (абсолютный максимум — 37 °C); самого холодного (января) — −9 — −5 °C (абсолютный минимум — −32 °C). Среднегодовое количество атмосферных осадков составляет 582 мм.
Часовой пояс
Деревня Мальцевка, как и вся Курская область, находится в часовой зоне МСК (московское время). Смещение применяемого времени относительно UTC составляет +3:00.

## Население
| 2002 | 2010 |
| ---- | ---- |
| 5    | ↗9   |

Половой состав
По данным Всероссийской переписи населения 2010 года в половой структуре населения мужчины составляли 22,2 %, женщины — соответственно 77,8 %.
Национальный состав
Согласно результатам переписи 2002 года, в национальной структуре населения русские составляли 100 % из 5 чел.